# Vittnesmål
Vittnesmål (även vittnesbörd) lämnas bland annat vid förhör hos polis eller i domstol. Vittnesmål lämnas av vittne som har sett eller hört någonting som kan vara av intresse för de förhandlingar som förs eller för den polisutredning som görs. 
Den som i en rättegång avlägger falskt vittnesmål under ed gör sig skyldig till brottet mened. Den som i en rättegång avlägger falskt vittnesmål, inte under ed men under sanningsförsäkran, gör sig skyldig till brottet osann partsutsaga.
Skillnaden mellan en person som berättar något och ett vittne som avlägger ett vittnesmål är det juridiska straff som vittnet riskerar om det vittnet säger är lögn.